# Смерч. Летние записи
«Смерч. Летние записи» — сборник out-take записей группы «Посев» за июнь — начало июля 1984 года, вышедший 3 декабря 2023 года на лейбле «Выргород». 
Песни сборника написаны в период, когда Егор Летов получил повестку в армию и находился в госпитале на свидетельствовании о непригодности к службе, что отразилось на звучании и содержании песен. 

## Сведения
| №                   | Название              | Музыка                                   | Длительность |
| ------------------- | --------------------- | ---------------------------------------- | ------------ |
| 1.                  | «Смерть в казарме»    | Егор Летов, Андрей Бабенко, Евгений Деев | 3:40         |
| 2.                  | «Ихние Места»         | Андрей Бабенко, Евгений Деев             | 3:54         |
| 3.                  | «Путешествие»         | Андрей Бабенко, Евгений Деев             | 9:09         |
| 4.                  | «Смерч»               | Андрей Бабенко, Евгений Деев             | 10:25        |
| 5.                  | «Игрушки»             | Андрей Бабенко, Евгений Деев             | 5:40         |
| 6.                  | «Я хочу сказать тебе» | Егор Летов, Андрей Бабенко, Евгений Деев | 3:25         |
| Общая длительность: | Общая длительность:   | Общая длительность:                      | 36:13        |

Слова и музыка: Егор Летов
1-2: Записано в июне 1984 г. в Омске
3-6: Записано в июне / начале июля 1984 г. в Омске
Егор «Дохлый» Летов — голос, басс, ударные (1), перкуссия (6)
Андрей «Босс» Бабенко — электрогитара, задний вокал (2, 3)
Евгений «Джон» Деев — басс
Оцифровка: Сергей Сыров
Реставрация, сведение, мастеринг: Наталья Чумакова, 2023 г
Фото: архив ГрОб-Records
Дизайн: Андрей Батура, RulfDesign

© Iron Maidan Records, 1984. © ГрОб Records, 2023. ℗ Выргород, 2023.

Комментарий Натальи Чумаковой:
Издательство Выргород продолжает издание альбомов первого проекта Егора Летова «Посев»:
Два следующих альбома «Посева», который подготовили к выпуску мы с издательством «Выргород», — это REGGAE, PUNK & ROCK’N’ROLL и «СМЕРЧ».
Про первый из этих альбомов Егор писал в выходных данных сборника «История омского панка, часть 1» в марте 1985 года: «Композиции следующего и, пожалуй, самого удачного альбома POSSEV’а — REGGAE, PUNK & ROCK’N’ROLL практически оказались почти полностью законченными и отделанными в коммерческом отношении». Нужно сказать, что на тот момент он считал его последним и лучшим альбомом группы, поскольку «Гражданская Оборона» уже существовала почти полгода, а с «Посевом», как он думал, уже было покончено (что не помешало летом записать еще один, на этот раз действительно последний, альбом «Сделай сам!»).
И правда, в REGGAE, PUNK & ROCK’N’ROLL нет длинных импровизаций, песни вполне оформлены в жанровом отношении. Некоторые треки впоследствии стали известны уже на альбомах «Г.О.» — это в урезанном виде «Осенняя песня» и особенно «Мама, мама».
Что касается «Смерча», он составлен из двух, как выражался Егор, студийных out-take’ов , записанных летом 1984 года. Название ему я дала по тому же принципу — как Егор называл свои альбомы — по самой хитовой из этих шести песен (впоследствии также известной как «Рваные бусы»).
Точные даты записей неизвестны, но можно с уверенностью сказать, что «Смерч» (как и «Смерть в казарме») был сочинен в госпитале, где Егор до 3 июля проходил переосвидетельствование по поводу непригодности к воинской службе — соответственно, сессия состоялась после его выписки. Тем не менее, у катушки был вкладыш, который указывает на то, что часть записей сделаны в июне. Всё это время Егор сильно переживал, что его отправят служить, почему и родился этот мрачный «госпитальный» цикл (и стихи, написанные после получения повестки).
Как и раньше, я в обработке минимально затрагиваю звук, убирая только щелчки и провалы, неизбежные на записях этого времени.

— Наталья Чумакова, 30.11.2023.